# La costruzione di un amore
La costruzione di un amore è un brano del 1978 di Ivano Fossati.
Inizialmente composto per Mia Martini, fu successivamente ripreso dallo stesso autore e, nel corso degli anni, fu interpretato da vari artisti quali Ornella Vanoni, La Crus e Noemi.

## Il brano
Il brano viene composto sia per la musica che per le parole da Ivano Fossati nel 1978. 
Il brano è considerato da molti un "gioiello" della musica italiana, una delle più belle canzoni della musica d'autore. La costruzione di un amore è un brano che Fossati scrisse appositamente per Mia Martini ai tempi della loro tormentata storia d'amore.
Autore dell'intero album Danza di Mia Martini (ma anche di tanti altri brani per Mia Martini), Ivano Fossati ha voluto con questo brano "parlare" dell'amore da un punto di vista struggente e passionale. Il brano, quasi fosse poesia in musica, esprime quali siano i sentimenti più profondi che si possano provare.

## Versione di Mia Martini
Il brano è incluso nell'album Danza, da cui fu estratto il singolo Danza / Canto alla luna (nell'album fu inclusa anche la canzone Vola, già edita nel singolo Vola / Dimmi (Dreaming)). Nonostante non sia stato estratto come singolo, La costruzione di un amore ha ottenuto un certo successo, diventando uno dei brani fissi nel repertorio di Mia Martini. Da menzionare anche la versione registrata durante il tour teatrale Per aspera ad astra (1992), inclusa nella raccolta Rapsodia - Il meglio di Mia Martini. Nel 2006 è stata pubblicata postuma un'altra versione dal vivo, registrata al teatro Ciak di Milano durante la realizzazione dell'LP Miei compagni di viaggio, col quale Mia Martini intendeva ritirarsi dalle scene nel 1983..

### Tracce
1. La costruzione di un amore - 5:31

## Versione di Ivano Fossati
Il brano La costruzione di un amore compare per la prima volta in un album del cantautore nel 1981: Panama e dintorni; successivamente il brano sarà incluso anche in altri album e raccolte del cantautore genovese, in particolare ne La pianta del tè (1988) e negli album live Dal vivo volume 2 - Carte da decifrare (1993) e Live Dopo Tutto (2012).

### Tracce
1. La costruzione di un amore - 5:21

## Versione di Ornella Vanoni
Anche Ornella Vanoni ne ha fornito una versione particolarmente intensa, cantando per la prima volta il brano al Teatro Sistina nel marzo 1988, durante la tournée dell'album O (1987), prodotto da Greg Walsh e dallo stesso Ivano Fossati. Nel 1990 l'album Quante storie ospita il brano come pezzo di chiusura.

### Tracce
1. La costruzione di un amore - 4:15

## Versione di Noemi
Il 10 aprile 2009 Noemi realizza una cover del brano La costruzione di un amore. Il brano viene inserito nella compilation legata al programma X Factor (Italia) (seconda edizione): X Factor Compilation 2009 - Finale. Prodotto dalla BMG Ricordi, il brano ha una durata di 5 min : 09 s. La cover dell'artista romana ottiene un buon successo tanto da rientrare, dopo un ingresso in 36ª posizione, nella Top 20 FIMI: la massima posizione in classifica occupata dal brano è stata la 15ª. Nello stesso anno il brano entra nella scaletta del tour di Noemi. Nel 2011 la versione della cantante romana viene inserita nella compilation Love... per sempre e in una raccolta legata al programma I migliori anni intitolata I migliori anni - Love. Il 20 marzo 2012 viene pubblicato Pensiero stupendo - Le canzoni di Ivano Fossati interpretate dai più grandi artisti italiani in onore a Ivano Fossati: alla raccolta Noemi partecipa con l'incisione de La costruzione di un amore. A Sanremo 2014 Noemi, nella serata del venerdì, interpreta questo brano dedicandolo a Mia Martini, nell'arrangiamento composto e diretto da Enrico Melozzi.

### Tracce
1. La costruzione di un amore - 5:09

### Classifiche
| Classifica | Posizione massima |
| ---------- | ----------------- |
| Italia     | 15                |

## Riepilogo versioni e incisioni
Di seguito sono riepilogate le versioni e incisioni del brano:
| Anno | Artista           | Album/Raccolta di provenienza                                                                | Casa discografica    |
| ---- | ----------------- | -------------------------------------------------------------------------------------------- | -------------------- |
| 1978 | Mia Martini       | Danza                                                                                        | Warner Bros. Records |
| 1981 | Ivano Fossati     | Panama e dintorni                                                                            | RCA Italiana         |
| 1988 | Ivano Fossati     | La pianta del tè                                                                             | CBS                  |
| 1990 | Ornella Vanoni    | Quante storie                                                                                | CGD                  |
| 1992 | Mia Martini       | Rapsodia - Il meglio di Mia Martini                                                          | Fonit Cetra          |
| 1993 | Ivano Fossati     | Dal vivo volume 2 - Carte da decifrare                                                       | Epic Records         |
| 1997 | Stefano Sani      | Per un minuto di poesia                                                                      | D.V. More Record     |
| 2005 | La Crus           | Crocevia                                                                                     | Warner Music Italia  |
| 2006 | Mia Martini       | I colori del mio universo                                                                    | Sony Music           |
| 2006 | Alessandra Franco | Personalmente                                                                                | Azzurra Music        |
| 2009 | Noemi             | X Factor Compilation 2009 - Finale                                                           | BMG Ricordi          |
| 2011 | Noemi             | Love... per sempre                                                                           | Sony Music           |
| 2011 | Noemi             | I migliori anni - Love                                                                       | Sony Music           |
| 2012 | Noemi             | Pensiero stupendo - Le canzoni di Ivano Fossati interpretate dai più grandi artisti italiani | EMI                  |